# FDP Nordrhein-Westfalen
Die FDP Nordrhein-Westfalen oder FDP NRW (offizieller Name: Freie Demokratische Partei, Landesverband Nordrhein-Westfalen e. V.) ist der Landesverband der FDP in Nordrhein-Westfalen. Er ist der mitgliederstärkste der 16 Landesverbände der FDP. Henning Höne ist seit dem 21. Januar 2023 sein Vorsitzender, Generalsekretär ist seit 2022 Moritz Körner.

## Politische Ausrichtung
§ 1 der Landessatzung der FDP-NRW legt fest, dass sie ein eingetragener Verein im Rahmen der Bundespartei der Freien Demokratischen Partei ist. Sie will für den Auf- und Ausbau des demokratischen Rechtsstaates und einer von sozialem Geist getragenen freiheitlichen Gesellschaftsordnung eintreten und lehnt totalitäre und diktatorische Bestrebungen ab. Sie tritt für eine liberale Gesellschaft ein.

## Organisation
Die Bundessatzung der FDP legt in § 8 Abs. 1 fest, dass es in jedem Land nur einen Landesverband gibt. Für Nordrhein-Westfalen ist dies die FDP NRW. In ihr sind die Mitglieder der in Nordrhein-Westfalen bestehenden Kreisverbände der FDP zusammengeschlossen. Rechtsform der FDP NRW ist die eines eingetragenen Vereines.

## Gliederung

Gliederung der FDP-NRW in ihre neun Bezirksverbände

Die FDP-Nordrhein-Westfalen setzt sich aus neun Bezirksverbänden zusammen, die wiederum aus 54 Kreisverbänden und 10 Stadtverbänden (letztere nur im Bezirksverband Ruhr) bestehen. Unterhalb der Kreisparteien gliedert sich die FDP in Ortsparteien, Ortsverbände bzw. Stadtbezirksverbände (Köln).
Aus dem Bezirksverband Köln, Kreisverband Bonn stammt der ehemalige Bundesvorsitzende Guido Westerwelle. Der Kreisverband Köln ist der mitgliederstärkste in NRW. Bei den Kommunalwahlen 2004 erzielte die FDP hier auch die höchsten Wähleranteile. 

### Bezirksverbände mit ihren Kreisparteien
- Bezirksverband Aachen: Kreisverbände Aachen Stadt, Aachen-Land, Düren, Euskirchen, Heinsberg
- Bezirksverband Düsseldorf: Kreisverbände Düsseldorf, Mettmann, Remscheid, Rhein-Kreis-Neuss, Solingen, Wuppertal
- Bezirksverband Köln: Kreisverbände Bonn, Leverkusen, Köln, Rhein-Erft, Oberberg, Rhein-Berg, Rhein-Sieg
- Bezirksverband Münsterland: Kreisverbände Borken, Coesfeld, Münster, Steinfurt, Warendorf
- Bezirksverband Niederrhein – Die Niederrheinpartei: Kreisverbände Duisburg, Kleve-Geldern, Krefeld, Mönchengladbach, Viersen, Wesel
- Bezirksverband Ostwestfalen-Lippe: Kreisverbände Bielefeld, Gütersloh, Herford, Höxter, Lippe, Minden-Lübbecke, Paderborn
- Bezirksverband Ruhr: Kreisverbände Bochum, Bottrop, Dortmund, Essen, Gelsenkirchen, Herne, Mülheim, Oberhausen, Recklinghausen. Stadtverbände Datteln, Castrop-Rauxel, Dorsten, Gladbeck, Haltern, Herten, Marl, Oer-Erkenschwick, Recklinghausen, Waltrop
- Bezirksverband Westfalen-Süd: Kreisverbände Hamm, Hochsauerlandkreis, Soest, Unna
- Bezirksverband Westfalen-West: Kreisverbände Ennepe-Ruhr, Hagen, Märkischer Kreis, Olpe, Siegerland-Wittgenstein

### Vorfeldorganisationen
Neben der geographischen Gliederung gibt es sogenannte Vorfeldorganisationen, die innerhalb der Partei bestimmte Zielgruppen vertreten. Diese sind aber rechtlich von der FDP unabhängig. Vorfeldorganisationen haben oft einen Bundes-, Landes- und Kreisverband. Nicht alle Kreisverbände haben alle Vorfeldorganisationen in ihrem Bereich.
Von der FDP NRW sind folgende landesweiten Vorfeldorganisationen anerkannt: 
- Junge Liberale (JuLis)
- Liberale Frauen (LIF)[7]
- Liberale Senioren (LiS@)
- Liberale Hochschulgruppen (LHG) in Hochschulstädten.
- Liberaler Mittelstand (LM)
- Vereinigung liberaler Kommunalpolitiker (VLK)
- Liberale Schwule, Lesben, Bi, Trans und Queer (LiSL)[8]

Diese anerkannten Vorfeldorganisationen kommen durch die Landessatzung besondere Rechte zu. Sie verfügen über ein Rederecht auf Landesparteitagen und können mit beratender Stimme an den Sitzungen des Landeshauptausschusses teilnehmen. Die Vorsitzenden der anerkannten Vorfeldorganisationen, werden traditionell vom Landesvorstand der FDP bei der ersten Sitzung kooptiert und können somit an den Landesvorstandssitzungen beratend teilnehmen.
Nicht anerkannte Vorfeldorganisationen sind: 
- Liberale Vielfalt
- Liberale Juristen
- Vereinigung Liberaler Ärzte
- Liberaler Freizeitkreise (LFK)
- Liberale Schüler
- Liberale Türkisch-Deutsche Vereinigung (LTD)
- Freundes- und Fördererkreis der FDP (FFK)

### Fraktionen
Die FDP-NRW stellt Abgeordnete (meist in Fraktionsstärke) in Bezirksvertretungen, Stadträten, Kreisräten und -tagen, Regionalräten, Landschaftsversammlungen, im Landtag.

## Geschichte
Nach dem Ende des Zweiten Weltkrieges bildeten sich auf kommunaler Ebene überall in der Britischen Zone liberale Parteien mit unterschiedlichsten Namen, z. B. Liberaldemokratische Partei in Mülheim und Essen, Deutsche Aufbaupartei in Opladen, Sozialliberale Partei in Mönchengladbach und Partei aktiver Volksdemokraten in Duisburg.
Am 10. November 1945 wurde der Landesverband Westfalen der Liberaldemokratischen Partei unter dem Vorsitz von Gustav Altenhain gegründet. Am 4. Dezember 1945 wurde die Freie Demokratische Partei – Landesverband Nordrhein in Düsseldorf gegründet, dessen Parteivorsitzender Friedrich Middelhauve (1896–1966) wurde. Am 7. und 8. Januar 1946 schlossen sich in Opladen die Landesparteien von Hamburg, Hannover, Oldenburg, Braunschweig, Schleswig-Holstein, Nordrheinprovinz und Westfalen zur FDP der britischen Zone zusammen. Ihr Vorsitzender wurde Wilhelm Heile (1881–1969); ihm folgte von 1947 bis 1949 Franz Blücher (1896–1959).
Nach der Gründung des Landes Nordrhein-Westfalen am 23. August 1946 durch den Zusammenschluss von zunächst des zur britischen Besatzungszone gehörenden Teils des Rheinlandes und Westfalens fusionierten am 27. Mai 1947 die Landesverbände Nordrheinprovinz und Westfalen zum FDP-Landesverband Nordrhein-Westfalen.
Franz Blücher wurde Finanzminister im ernannten Kabinett Amelunxen I, im ersten Ernannten Landtag war die FDP mit 9 Abgeordneten vertreten.
Im August 1947 fand der erste Parteitag der nordrhein-westfälischen FDP in Hohensyburg statt.
Bei der ersten freien Landtagswahl (am 20. April 1947 erhielt die FDP 5,9 Prozent der Stimmen (CDU 37,6; SPD 32,0); an der danach entstehenden Koalitionsregierung (Kabinett Arnold I) war sie nicht beteiligt. In den Folgejahren öffnete die Partei sich bewusst nach rechts. Parteichef Friedrich Middelhauve bezeichnete den Kurs der Partei als „betont nationale Politik im besten Sinne“. 1950 lehnte die FDP die Verfassung für das Land Nordrhein-Westfalen ab; nur CDU und Zentrum befürworteten sie. Bei der Landtagswahl am 18. Juni 1950 erhielt die FDP 12,1 Prozent der Wählerstimmen und 26 Mandate. Die FDP verblieb in der Opposition gegen die CDU/Zentrum-Koalition.
Anfang der 1950er-Jahre versuchten ehemalige NSDAP-Mitglieder, die FDP-NRW zu unterwandern (sogenannter Naumann-Kreis). Im Januar 1953 verhaftete die britische Besatzungsmacht sieben dieser Personen.
Bei der Landtagswahl am 27. Juni 1954 war die FDP mit 11,5 Prozent der Stimmen und 25 Mandaten stabil. Nach erheblichen innerparteilichen Konflikten entschied sich die FDP, eine Regierungskoalition mit der CDU unter Karl Arnold (Kabinett Arnold III) einzutreten. Die Koalition zerbrach bereits im Februar 1956. Eine Gruppe von Nachwuchspolitikern um Wolfgang Döring (in der Öffentlichkeit sprach man vom Jungtürkenaufstand) nahm die Diskussion auf Bundesebene, ein Grabenwahlrecht einzuführen, zum Anlass, mit der SPD eine sozialliberale Koalition zu bilden. Im Kabinett Steinhoff erhielt die FDP vier Ministerposten.
Bei der Landtagswahl im Juli 1958 erhielt die FDP nur noch 7,1 Prozent der Stimmen und 15 Mandate. Die CDU kehrte mit einer absoluten Mehrheit an die Regierung zurück (Kabinett Meyers I). Bei der Landtagswahl im Juli 1962 verlor die CDU diese absolute Mehrheit; CDU und FDP bildeten eine Regierungskoalition (Kabinett Meyers II).
Im Dezember 1966 wechselte die FDP erneut den Koalitionspartner. Der Sozialdemokrat Heinz Kühn wurde Ministerpräsident einer sozialliberalen Koalition, die bis 1980 bestehen sollte. Mit dieser Koalitionswahl nahm Nordrhein-Westfalen die Bildung einer sozialliberalen Koalition im Bund 1969 vorweg. Die FDP (nun mit der Eigenschreibung F.D.P.) erhielt bei der Landtagswahl im Juni 1970 5,5 Prozent der Stimmen (nach 7,4 Prozent im Jahr 1966) und 11 Sitze. Aus Protest gegen die Ostpolitik der Bundes-FDP traten 1970 der Fraktionsvorsitzende Heinz Lange und zwei weitere Abgeordnete aus der FDP aus.
Die Politik der 1970 wurde durch Verwaltungsreform, Gebietsreform und Schulreform bestimmt. Insbesondere die Schulpolitik der sozialliberalen Regierung polarisierte. Gegen die zwangsweise Einführung der Gesamtschule erhob sich erbitterter Widerstand. In der Öffentlichkeit wurde von „Schulkampf“ gesprochen. Es bildete sich eine Initiative „Stopp KOOP“, die vom 16. Februar bis 1. März 1978 mehr als 3,6 Millionen Unterschriften gegen die kooperative Gesamtschule sammelte und damit die damals geltende 20-Prozent-Hürde für ein Volksbegehren weit übertraf. Das neue Schulgesetz wurde so verhindert. Bei der Landtagswahl am 11. Mai 1980 scheiterte die FDP mit 4,98 Prozent der Stimmen knapp an der Fünf-Prozent-Hürde.

## Wahlen

### Landtagswahlen und Sitze
In NRW gilt für die Landtagswahlen die Fünf-Prozent-Hürde. Die FDP scheiterte zweimal an dieser Hürde: Bei der Wahl zum 9. und zum 12. Landtag. Bei der letzten Landtagswahl im Mai 2017 erreichte die FDP ein Plus von 4,0 Prozent und kam auf 12,6 Prozent der Zweitstimmen. In der aktuellen 17. Legislaturperiode gehören dem nordrhein-westfälischen Landtag somit 28 liberale Abgeordnete an.

### Kommunalwahlen
Bis zu den Kommunalwahlen 1999 galt in NRW auch für die Vertretungen der NUTS-3-Ebene (Kreistage und Stadträte der kreisfreien Städte) sowie für die Gemeinderäte der kreisabhängigen Städte und Gemeinden die Fünf-Prozent-Hürde. Dadurch war die FDP nicht immer in den Kommunalparlamenten vertreten.

### Europawahlen
Bei der Europawahl am 7. Juni 2009 gewann die FDP in NRW 12,3 Prozent (ARD am 7. Juni 2009. 22:30 Uhr) der Stimmen, 1,3 Punkte über dem Bundesschnitt. Bei der Europawahl 2019 waren es 6,7 % und amit ebenfalls 1,3 Punkte über dem Bundesschnitt.

## Vorsitzende
| Jahre     | Vorsitzender           |
| 1947      | Gustav Altenhain       |
| 1947–1956 | Friedrich Middelhauve  |
| 1956–1972 | Willi Weyer            |
| 1972–1979 | Horst Ludwig Riemer    |
| 1979–1983 | Burkhard Hirsch        |
| 1983–1994 | Jürgen Möllemann       |
| 1994–1996 | Joachim Schultz-Tornau |
| 1996–2002 | Jürgen Möllemann       |
| 2002–2010 | Andreas Pinkwart       |
| 2010–2012 | Daniel Bahr            |
| 2012–2017 | Christian Lindner      |
| 2017–2023 | Joachim Stamp          |
| seit 2023 | Henning Höne           |

## Landtagsfraktion
Die FDP-Landtagsfraktion in Nordrhein-Westfalen besteht seit der Landtagswahl im Mai 2022 aus 12 Abgeordneten. Fraktionsvorsitzender ist Henning Höne.
| Jahre     | Vorsitzender          |
| 1946–1954 | Friedrich Middelhauve |
| 1954–1956 | Reinhard Beine        |
| 1956      | Hermann Kohlhase      |
| 1956–1958 | Wolfgang Döring       |
| 1958–1962 | Willi Weyer           |
| 1962–1969 | Walter Möller         |
| 1970      | Heinz Lange           |
| 1970–1980 | Hans Koch             |
| 1980      | Wolfgang Heinz        |
| 1985–1995 | Achim Rohde           |
| 2000–2003 | Jürgen Möllemann      |
| 2003–2005 | Ingo Wolf             |
| 2005–2012 | Gerhard Papke         |
| 2012–2017 | Christian Lindner     |
| 2017–2022 | Christof Rasche       |
| seit 2022 | Henning Höne          |